# Ramón Jardí i Borrás
Ramón Jardí y Borrás  (Tivisa, 13 de noviembre de 1881-5 de junio de 1972) fue un meteorólogo, astrónomo y sismólogo español. Participó en la fundación del Servicio Meteorológico de Cataluña (1921 - 1939). Miembro de la Academia de Ciencias y Artes (1914) profesor de la escuela de Electricidad de la Universidad Industrial (1917), catedrático de la Universidad de Barcelona (1930-51), y miembro del Instituto de Estudios Catalanes (IEC) (1926-31).

## Biografía
Meteorólogo, astrónomo y sismólogo, Ramon Jardí estudió en la Facultad de Ciencias, donde cursó la especialidad de Ciencias Físicas y una vez doctorado fue catedrático de la Universidad de Barcelona (1930-51). Hizo unas modificaciones del anemógrafo Bourdon del observatorio que no funcionaba del todo bien, dándole el nombre de Bourdon-Jardí al nuevo modelo y que ha estado en funcionamiento hasta la fecha.
Al ser aprobada la creación del Servicio Meteorológico de Cataluña, por parte del Consejo Permanente de la Mancomunidad de Cataluña, en septiembre de 1919, fue nombrado Eduard Fontserè como director del Servicio, tomando a Ramón Jardí como ayudante. Jardí fue director del observatorio Fabra y como director del Servicio representó a la organización catalana en las reuniones de la Conferencia Internacional de Directores de Servicios Meteorológicos, consiguiendo con los trabajos llevados a cabo, un alto prestigio internacional.

## Pluviógrafo de intensidades

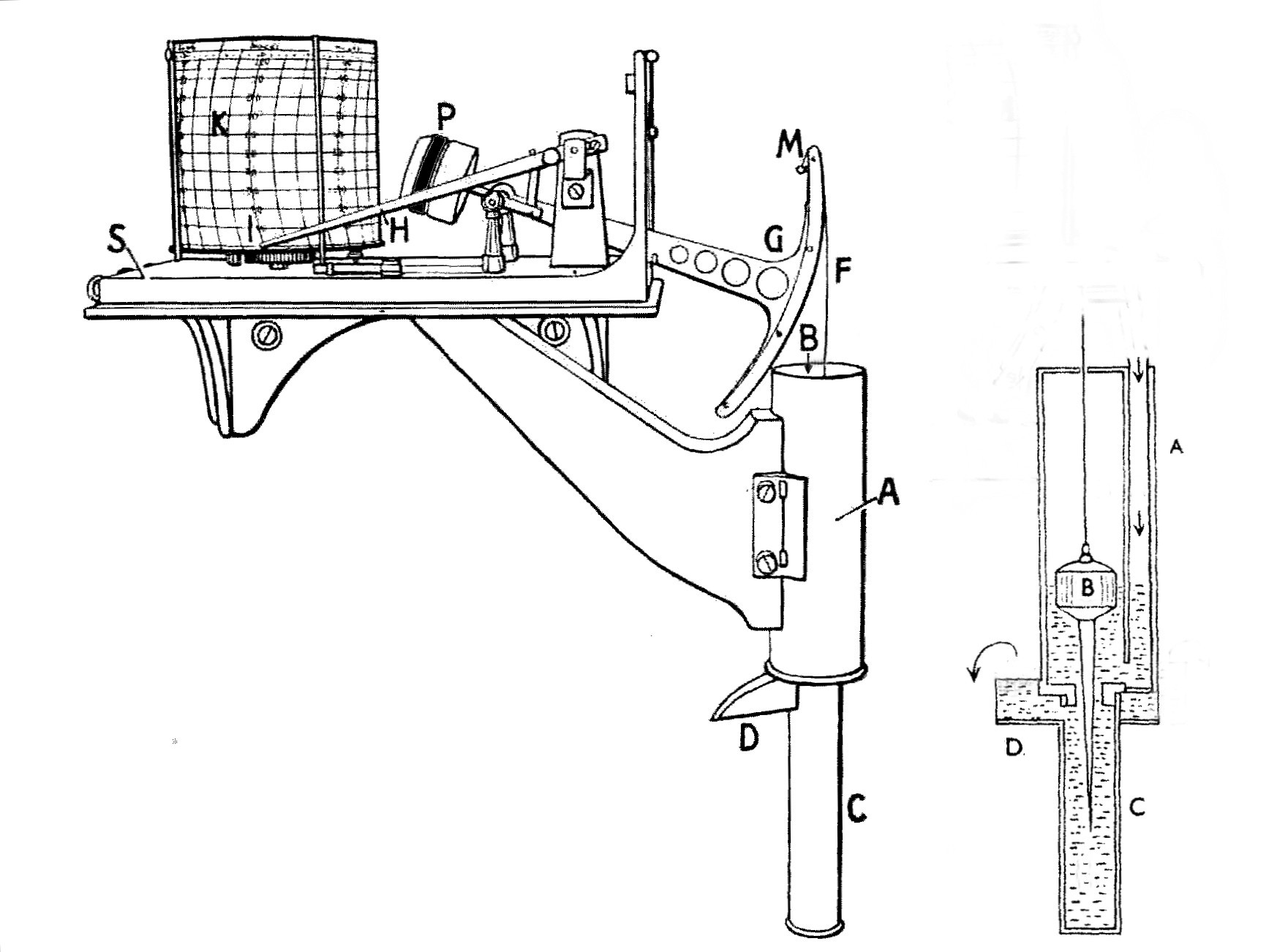
Pluviógrafo de intensidades (Jardí, 1921)

Es un ingenioso aparato que se diseñó para registrar el régimen pluviométrico, inicialmente de Cataluña pero que acabó extendiéndose a nivel mundial. En 1921 el entonces presidente de la Mancomunidad, Josep Puig i Cadafalch, expresó a Eduard Fontserè, su inquietud respecto a la necesidad de conseguir un método para poder registrar la intensidad de la lluvia caída, el detonante fue un gran aguacero caído en Barcelona en aquellos días, como consecuencia, Fontserè encargó a Ramón Jardí la construcción de un pluviógrafo que pudiera dejar un registro de esa lluvia caída. Antes de terminar el año 1921, estaba ya funcionando en el Servicio Meteorológico de Cataluña, el Pluviógrafo de intensidades diseñado por el doctor Jardí, que más adelante sería fabricado en serie por las empresas Richard (París) y Casella (Londres).
En junio de 1927 entraron en funcionamiento dos pluviógrafos Richard-Jardí, uno en el Servicio de Meteorología (que tuvo mal final), el otro en el Observatorio Fabra y de esta manera gracias al diseño del doctor Jardí , y a la actividad ininterrumpida del Observatorio Fabra, Barcelona ha podido tener el registro de intensidades de lluvia casi-instantánea de un período completo, que es el más largo del mundo (más de 80 años).

### Funcionamiento del pluviógrafo
Emplea el principio de realimentación .. el agua entrante hace subir la boya, la que sale la hace bajar, ajustando "la aguja cónica" para que salga la misma agua que entra, así "la aguja entintada" registra, sobre el papel del tambor, la cantidad de agua que circula por el paso cónico en cada instante -en mm de agua caída por metro cuadrado- 

Consta de un tambor giratorio que gira con velocidad constante, este tambor arrastra un papel graduado, que tiene el tiempo en la abscisa y en la ordenada indica la altura de la precipitación pluvial en mm de lluvia. Esta altura se graba con una pluma que se mueve verticalmente, accionada por un flotador, marcando así en el papel la cantidad de lluvia respecto al tiempo (la cartulina del tambor suele ser para un día).
Cuando empieza a llover, mientras el tambor va girando, el agua que cae en el interior del embudo, llega al recipiente y levanta el flotador... la pluma marcará por lo tanto una elevación en la vertical. Si la lluvia que cae no varía, el nivel del agua en el recipiente se mantiene constante y la pluma marca una línea más o menos horizontal, proporcional al agua que está cayendo. Cuando la pluma llega al borde superior de la tira de papel, significa que la boya en el depósito está situando la punta de la cánula de manera que destapa el agujero de medida (es decir, el máximo flujo que el aparato es capaz de registrar). Si disminuye la lluvia repentinamente, se vacía el recipiente haciendo bajar rápidamente el flotador, lo que corresponde a una línea de fuerte pendiente que puede llegar hasta abajo del todo en el gráfico, si deja de llover.
La herramienta de Jardí permitió conocer la precipitación a lo largo del tiempo y de los años (concretamente en Barcelona, aparte de muchos otros lugares).
Esta herramienta permite medir la intensidad media de precipitación en un cierto intervalo de tiempo:
{\displaystyle {\frac {h(\Delta {\mathit {T}})}{\Delta {\mathit {T}}}}={\mathit {i}}\,}
En realidad la intensidad de la lluvia no es constante, sino que varía en el tiempo, por lo tanto se puede definir como intensidad instantánea de la lluvia:
{\displaystyle \lim _{\Delta {\mathit {T}}\rightarrow 0}{\frac {h(\Delta {\mathit {T}})}{\Delta {\mathit {T}}}}={\mathit {i}}({\mathit {t}})}